# RaiderZ
RaiderZ est un jeu vidéo de type jeu de rôle en ligne massivement multijoueur (MMORPG) free to play développé par le studio sud-coréen MAIET Entertainment depuis 2006 et sorti le 20 novembre 2012. Il est édité par Perfect World Entertainment en Amérique du Nord. Le 30 aout 2013, Gameforge4D (distributeur du jeu en Europe) ferme définitivement les serveurs européens. Cet évènement, rare mais pas unique, restera marqué dans la mémoire de nombreux joueurs qui ont dès lors commencé à douter de la capacité de gestion de Gameforge.

## Trame
L'histoire se passe dans le royaume de Rendel qui est finalement tombé face aux vagues incessantes de monstres depuis la contamination de la première pierre. Toutefois de valeureux aventuriers se dressent face à cette menace et comptent bien rétablir l'ordre et la paix.

## Système de jeu
RaiderZ offre cinq choix de classes : Paladin, Berserker, Assassin, Prêtre et Sorcier. Mais il est possible au niveau 15 de répartir vos points de compétences dans tous les arbres de talents, de ce fait il est possible de développer un personnage hybride en combinant plusieurs classes, à noter que les classes sont restreintes à l'utilisation de certaines armes, c'est-à-dire qu'un berserker avec une épée à deux mains ne pourra pas lancer un sort de soin du clerc,.
Le système de combat par système de ciblage manuel contrairement au ciblage automatique qui est généralement choisi dans les autres MMORPG. Cela engendre des combats avec une action constante et dynamique,. Le Joueur contre joueur est disponible à partir du niveau 25.

## Développement
RaiderZ est développé depuis 2006 par le studio sud-coréen MAIET Entertainment. Le jeu est présenté à l'E3 2011 accompagné d'une bande annonce, et fait bonne impression, le site GamesRadar+ le considérant même visuellement comme « probablement le meilleur MMORPG gratuit jamais créé », mais finit par être critiqué à plusieurs reprises à sa sortie. Une démonstration est ensuite effectuée à l'E3 2012. Une beta fermée est lancée le 8 aout 2012 suivi d'une beta ouverte le 24 octobre 2012.

## Accueil
RaiderZ est mal accueilli par la presse, il récolte un score moyen de 64 % chez Metacritic et de 45 % chez GameRankings, deux sites collectant, moyennant et ramenant sur cent les notes attribuées au jeu dans les critiques Internet. Le site Jeuxvideo.com lui attribue la note de 16/20, mais remarque tout de même que le jeu manque de profondeur de par l'absence de familier, un crafting peu prononcé et un système de guilde peu développé. Son système de combat dynamique est mis en avant ainsi que son système de classe et ses environnements diversifiés. Ses graphismes sont considérés comme de bonnes qualités comparés à d'autres free to play, mais pas à la hauteur de jeux payants similaires comme The Exiled Realm of Arborea. Les critiques sur la qualité des quêtes de RaiderZ sont variées, jugées « originales » par Jeuxvideo.com, elles ne sont  « pas particulièrement saisissantes » et « monotones » pour GamesRadar+ et même «  totalement insipides » pour PCWorld.
Son défaut principal est sa durée de vie de par le manque de contenu une fois au niveau maximum (35) qui peut être atteint en seulement 2 semaines pour un joueur régulier ou 20 à 30 heures de jeux,.
RaiderZ est comparé par IGN à The Exiled Realm of Arborea du même éditeur de par son gameplay ainsi qu'à Monster Hunter à cause de sa mise en avant de la chasse aux monstres.